# Églé (Hespéride)
Pour les articles homonymes, voir Églé.

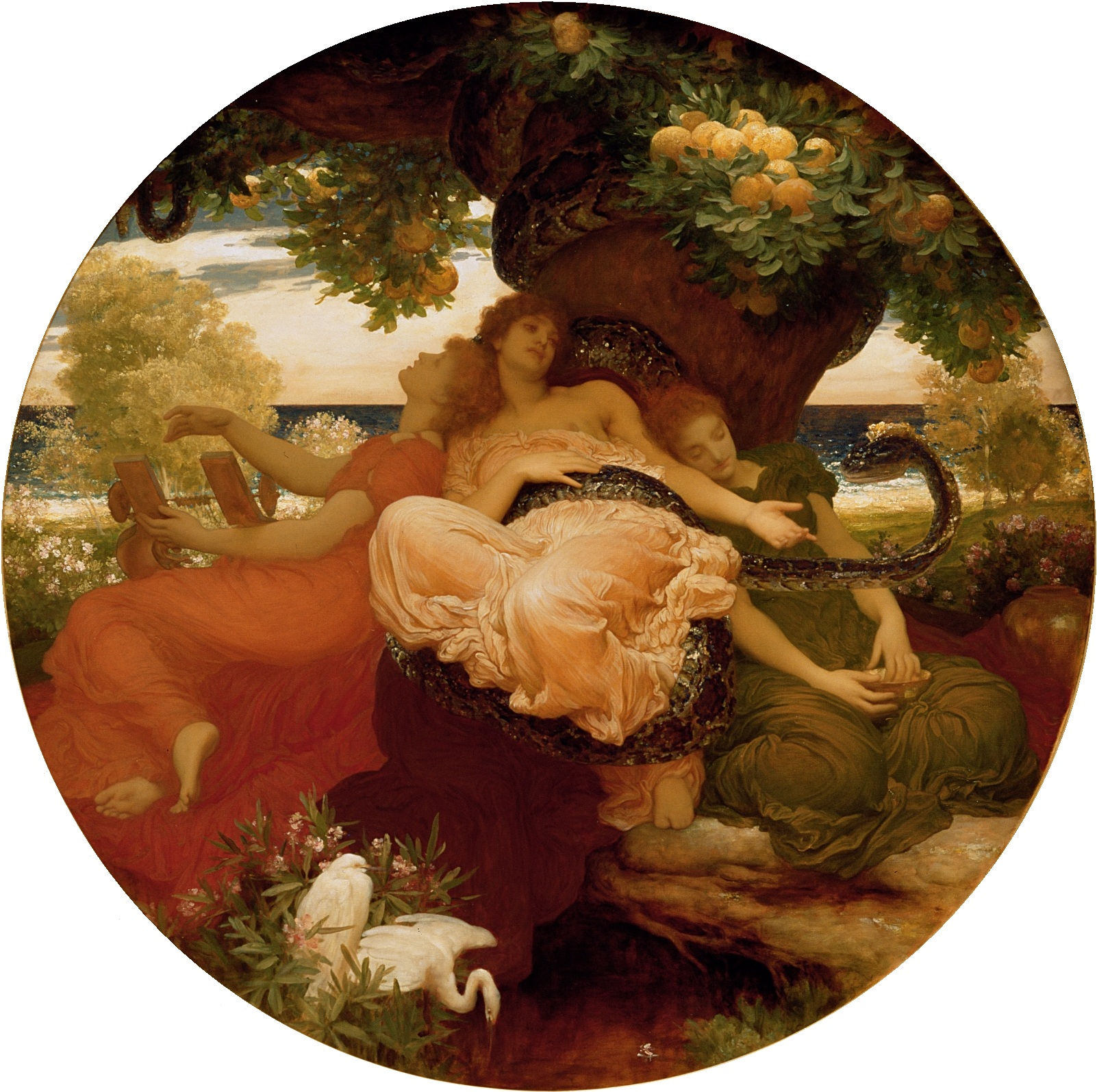
Le jardin des Hespérides, Frederic Leighton, vers 1892.

Dans la mythologie grecque, Églé ou Aeglé (en grec ancien Αἴγλη / Aíglê), signifiant « la brillante », est une des trois Hespérides ou filles d'Hespérus, le frère d'Atlas. Ses deux sœurs se nomment Érythie (« la rouge ») et Hesperaréthousa (« l'Aréthuse du Couchant »). Héra les avait préposées, ainsi qu'un dragon immortel à cent têtes, à la garde des fameuses pommes d'or qu'elle avait reçues de la Terre (Gaïa) à l'occasion de son mariage avec Zeus.
Virgile, d'autre part, met en scène Aeglé en en faisant une Naïade venant en aide aux deux jeunes gens (Chromis et Mnasylus) qui cherchent à faire parler le vieillard Silène découvert sommeillant dans une grotte: "Addit se sociam timidisque supervenit Aegle/ Aegle, Naiadum pulcherrima... (À ces timides vient s'associer Aeglé, la plus belle des Naïades)".
Selon certaines traditions, elle est la mère des Charites, qu'elle aurait eues avec Hélios (le Soleil).